# Gamzigrad
Gamzigrad (izvirno srbsko Гамзиград) je naselje v Srbiji, ki upravno spada pod Mesto Zaječar; slednja pa je del Zaječarskega upravnega okraja.

## Zgodovina
V bližini mesta ob cesti E-761, ki povezuje Zaječar s Paraćinom leži Gamzigrad Romuliana (Felix Romuliana), eno najbolj zanimivih antičnih naselij odkritih v Srbiji iz časov Rimskega imperija. Ostanki tega utrjenega castruma, ki je bil s površino 60.000 m² večji in pomembnejši od Dioklecijanove palače v Splitu pričajo, da gre za zelo važno naselje in skoraj gotovo za rezidenco cesarja Galerija. Dosedanja arheološka izkopavanja so odkrila obzidje približno kvadratnega tlorisa z valjastimi obrambnimi stolpi (na ožjih stranicah obzidja so po trije, na širših stranicah pa po štirje obrambni stolpi), več različnih zgradb, termalna kopališča in večje število lepih mozaikov.